# کنتیننتال ایرلاینز
کانتیننتال (Continental Airlines) نام یک شرکت بزرگ هواپیمایی در ایالات متحده آمریکا بود.
دفتر اصلی این شرکت در شهر هیوستون ایالت تگزاس قرار داشت و ناوگانی متشکل از ۳۸۱ هواپیما داشت. (بعلاوه ۹۶ هواپیما سفارش شده در سال ۲۰۰۹). عمر متوسط هواپیماهای آن کمی بیش از ۱۰ سال بود.

## ادغام
این شرکت دوبار به مرز ورشکستگی رسید. نهایتاً در سال ۲۰۱۰ این شرکت با یونایتد ایرلاینز ادغام، و تشکیل بزرگترین شرکت هواپیمایی جهان را دادند.